# Niżniaja Małychina
Niżniaja Małychina (ros. Нижняя Малыхина) – wieś (ros. деревня, trb. dieriewnia) w zachodniej Rosji, w sielsowiecie katyrinskim rejonu oktiabrskiego w obwodzie kurskim.

## Geografia
Miejscowość położona jest nad Sejmem (lewy dopływ Desny), 3,5 km od centrum administracyjnego sielsowietu (Mitrofanowa), 9 km na zachód od centrum administracyjnego rejonu (Priamicyno), 24 km na południowy zachód od Kurska, 19 km od drogi magistralnej (federalnego znaczenia) M2 «Krym».
We wsi znajduje się 65 posesji.
Klimat
Miejscowość, jak i cały rejon, znajduje się w strefie klimatu kontynentalnego z łagodnym ciepłym latem i równomiernie rozłożonymi opadami rocznymi (Dfb w klasyfikacji klimatów Köppena).

## Demografia
W 2010 r. wieś zamieszkiwało 85 osób.